# Ellipteroides (Ellipteroides) pictilis
Ellipteroides (Ellipteroides) pictilis is een tweevleugelige uit de familie steltmuggen (Limoniidae). De soort komt voor in het Oriëntaals gebied.